# Kuwait Oil Company

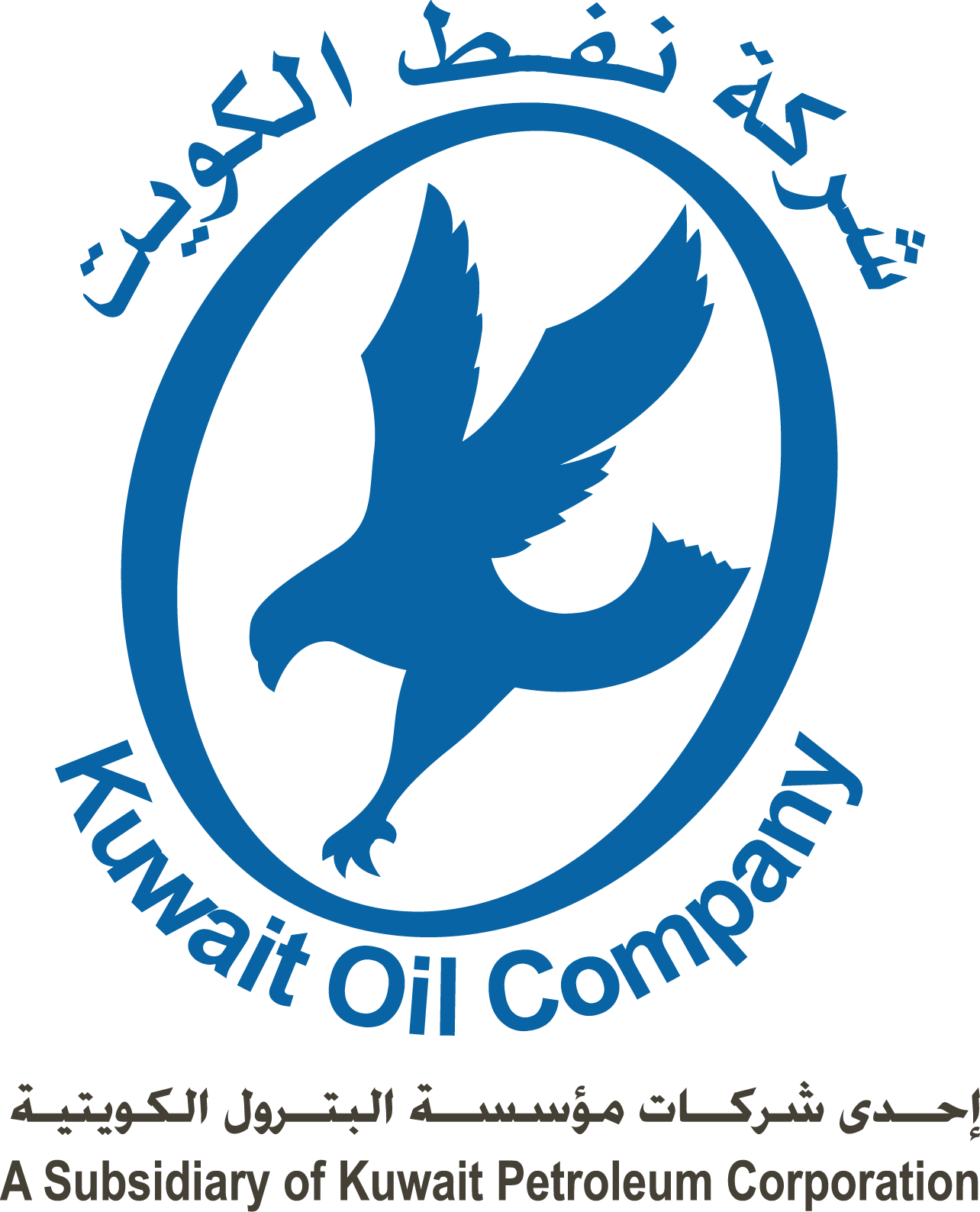
Logomarca

Kuwait Oil Company (KOC) é uma companhia petrolífera estatal do Kuwait.

## História
A companhia foi estabelecida em 1934.